# Théo Bongonda
Théo Bongonda Mbul'Ofeko Batombo (Charleroi, Bélgica, 20 de noviembre de 1995) es un futbolista congoleño que juega en el F. C. Spartak de Moscú de la Liga Premier de Rusia.

## Trayectoria
Comenzó su carrera en el equipo de fútbol JMG Academia en 2008, y en enero de 2013 se incorporó a la Primera División Belga en el SV Zulte Waregem.
Debutó profesionalmente el 25 de septiembre de 2013, en una victoria por 2-1 a domicilio contra el KFC VW Hamme en la Copa de Bélgica. La temporada 2014/15 fue la de su explosión definitiva con apenas 19 años, convirtiéndose en uno de los estandartes y goleadores del equipo.
Sus grandes actuaciones le llevaron a fichar en enero de 2015 por el R. C. Celta de Vigo de la Primera División de España.
En junio de 2017, se confirmó su cesión al Trabzonspor turco, por unos 750 000 euros, para una temporada. En el mercado de invierno el Trabzonspor, renuncia a seguir contando con sus servicios, y el SV Zulte Waregem solicita al Celta de Vigo sus servicios hasta final de la temporada 2017-2018.
En julio de 2019 fichó por el K. R. C. Genk. Allí estuvo tres años antes de volver a España en agosto de 2022 después de ser traspasado al Cádiz C. F. Estuvo una temporada, en la que disputó 32 partidos y consiguió cuatro goles, y en julio de 2023 fue vendido al F. C. Spartak de Moscú.

## Selección nacional
Ha sido internacional con las categorías inferiores de Bélgica.

## Estadísticas

### Clubes
Actualizado al último partido jugado el 4 de junio de 2023.
| Club                          | Div.          | Temporada     | Liga  | Liga  | Copas nacionales | Copas nacionales | Copas internacionales | Copas internacionales | Total | Total |
| Club                          | Div.          | Temporada     | Part. | Goles | Part.            | Goles            | Part.                 | Goles                 | Part. | Goles |
| ----------------------------- | ------------- | ------------- | ----- | ----- | ---------------- | ---------------- | --------------------- | --------------------- | ----- | ----- |
| S. V. Zulte Waregem · Bélgica | 1.ª           | 2013-14       | 19    | 1     | 5                | 1                | 0                     | 0                     | 24    | 2     |
| S. V. Zulte Waregem · Bélgica | 1.ª           | 2014-15       | 14    | 3     | 2                | 0                | 3                     | 0                     | 19    | 3     |
| Celta de Vigo · España        | 1.ª           | 2014-15       | 8     | 1     | 1                | 0                | 0                     | 0                     | 9     | 1     |
| Celta de Vigo · España        | 1.ª           | 2015-16       | 23    | 2     | 3                | 0                | 0                     | 0                     | 26    | 2     |
| Celta de Vigo · España        | 1.ª           | 2016-17       | 30    | 1     | 6                | 1                | 6                     | 0                     | 42    | 2     |
| Celta de Vigo · España        | Total club    | Total club    | 61    | 4     | 10               | 1                | 6                     | 0                     | 77    | 5     |
| Trabzonspor Turquía           | 1.ª           | 2017-18       | 3     | 0     | 3                | 2                | 0                     | 0                     | 6     | 2     |
| Trabzonspor Turquía           | Total club    | Total club    | 3     | 0     | 3                | 2                | 0                     | 0                     | 6     | 2     |
| S. V. Zulte Waregem · Bélgica | 1.ª           | 2017-18       | 13    | 5     | 0                | 0                | 0                     | 0                     | 13    | 5     |
| S. V. Zulte Waregem · Bélgica | 1.ª           | 2018-19       | 37    | 14    | 2                | 0                | 0                     | 0                     | 39    | 14    |
| S. V. Zulte Waregem · Bélgica | Total club    | Total club    | 83    | 23    | 9                | 1                | 3                     | 0                     | 95    | 24    |
| K. R. C. Genk · Bélgica       | 1.ª           | 2019-20       | 22    | 5     | 1                | 0                | 6                     | 0                     | 29    | 5     |
| K. R. C. Genk · Bélgica       | 1.ª           | 2020-21       | 35    | 16    | 4                | 2                | 0                     | 0                     | 39    | 18    |
| K. R. C. Genk · Bélgica       | 1.ª           | 2021-22       | 34    | 12    | 2                | 1                | 7                     | 0                     | 43    | 13    |
| K. R. C. Genk · Bélgica       | Total club    | Total club    | 91    | 33    | 7                | 3                | 13                    | 0                     | 111   | 36    |
| Cádiz C. F. · España          | 1.ª           | 2022-23       | 31    | 4     | 1                | 0                | 0                     | 0                     | 32    | 4     |
| Cádiz C. F. · España          | Total club    | Total club    | 31    | 4     | 1                | 0                | 0                     | 0                     | 32    | 4     |
| Total carrera                 | Total carrera | Total carrera | 269   | 64    | 30               | 7                | 22                    | 0                     | 321   | 71    |

## Palmarés

### Títulos nacionales
| Título               | Club          | País    | Año  |
| -------------------- | ------------- | ------- | ---- |
| Supercopa de Bélgica | K. R. C. Genk | Bélgica | 2019 |
| Copa de Bélgica      | K. R. C. Genk | Bélgica | 2021 |